# 1902 год в истории метрополитена
В этой статье перечисляются основные  события из истории метрополитенов в 1902 году. Полужирным шрифтом выделены открытия новых транспортных систем.

## События
- 15 февраля — открыта первая очередь Берлинского метрополитена[1][2].В первую очередь вошло три станции: «Knie» ответвление на станцию «Potsdamer Platz» и «Warschauer Brücke».